# Luigi Annoni
Luigi Annoni (Paderno Dugnano, 9 de novembre de 1890 – Torí, 11 de desembre de 1970)) va ser un ciclista italià que va córrer durant els anys 10 i 20 del segle xx, sent gregari de Costante Girardengo i Giovanni Brunero.
Bon velocista, va veure interrompuda la seva progressió esportiva per l'esclat de la Primera Guerra Mundial. En acabar va tornar al ciclisme, aconseguint els seus èxits més importants al Giro d'Itàlia, on guanyà tres etapes: dues en l'edició de 1921, que finalitzà en la 10a posició de la classificació general, i una en el de 1922.

## Palmarès
- 1921
  - Vencedor de 2 etapes al Giro d'Itàlia
- 1922
  - Vencedor d'una etapa al Giro d'Itàlia

### Resultats al Giro d'Itàlia
- 1921. 10è de la classificació general. Vencedor de 2 etapes
- 1922. Abandona. Vencedor d'una etapa